# Помри, але не зараз (фільм)
«Помри́, але́ не за́раз» (англ. Die Another Day) — 20-й фільм про англійського суперагента Джеймса Бонда. Екранізація однойменного роману Яна Флемінга.

## Сюжет
Троє агентів англійської спецслужби МІ-6, включаючи Джеймса Бонда, проникають на територію Демілітарізованної зони в Північній Кореї з метою убити північнокорейського полковника, Тань-сунь Муна, що нелегально поставляє зброю на захід в обмін на алмази. Агенти перехоплюють контрабандистів і видають себе за них перед Муном на військовій базі поблизу межі з Республікою Кореєю. Перед цим Бонд кладе вибухівку C4 в кейс з алмазами. Проте Бонда розпізнають і хапають. За допомогою свого годинника, він підриває ящик з кейсом, серйозно поранивши північнокорейського спеціального агента, друга Муна — Цао. Починаються перегони на суднах з повітряною подушкою, з перестрілкою, в кінці якої Тан-сунь Мун падає з обриву в річку (і як вважає Бонд, гине), а Бонда захоплюють північнокорейські війська під командуванням генерала Муна, батька Тань-суня. 14 місяців агент провів у полоні в корейців. Генерал Мун знав, що у сина був контакт на заході та намагався тортурами й допитами дізнатися від агента 007 його ім'я. Проте Бонд не здався, і зрештою його обміняли британській стороні на Цао, схопленого раніше на території Південної Кореї після здійснення ряду диверсій. Обличчя Цао понівечене алмазами після вибуху, влаштованого Бондом. M повідомляє Бонда, що той усунений від роботи в МІ-6. Проте, Бонд незадоволений тим, що Цао видали Північній Кореї, тікає з лікарні на кораблі в Гонконзі, в якій його тримали й вирішує сам завершити справу.
Бонд дізнається, що Цао проходить курс лікування в приватній клініці доктора Алвагро на Кубі та вирушає туди. Там він знайомиться з агентом американської спецслужби АНБ Джасінтою Джонсон на прізвисько Джінкс. Джеймс проникає в клініку Альвагре і намагається допитати Цао. Але Джінкс в цей час вбиває доктора Альвагре і влаштовує вибух в клініці, давши шанс Цао втекти, залишивши жменю алмазів. Через ці алмази Бонд виходить на людину, на ім'я Густав Грейвз — багача, що відкрив родовища алмазів в Ісландії. Але як дізнається Бонд, насправді ці алмази здобуті в зоні конфлікту в Сьєрра-Леоне.
У Лондоні Джеймс знайомиться з Грейвзом. При першому ж знайомстві Грейвз викликає його на дуель на шпагах. Тим часом M вирішує повернути Бонда в МІ-6 і разом з агенткою Мірандою Фрост відправляють до Ісландії, на показ Грейвса в його крижаному палаці. Туди ж прибуває Джінкс. Грейвс демонструє свій супутник — «Ікар», здатний концентрувати сонячні промені й направляти їх на Землю. Він підносить світу свій винахід як благо для всього людства, проте сам має намір використовувати його як могутню і руйнівну зброю. Бонд з'ясовує, що насправді Грейвс ніхто інший, як Тань-сунь Мун, що сильно змінив свою зовнішність, а «Ікар» йому потрібний для захоплення Південної Кореї…

## Головні герої

### Джінкс
Агент АНБ (Агентство Національної Безпеки США), яку послали знайти й убити Цао. Її розслідування зіштовхує її з Бондом, і вони виявляють що працюють над однією і тією ж справою.

### Тань-сун Мун/Густав Грейвс
Полковник Тан-сунь Мун — син генерала північнокорейської сторони Демілітаризованої зони. Він був головною метою Бонда на початку фільму, проте операція зі знищення Муна зазнала фіаско, але все-таки Бонду вдалося скинути Муна з обриву в річку, після чого Мун так і не з'явився і його вважали загиблим. Проте, Мун не загинув. Він виживає і скориставшись тим, що всі, у тому числі й Бонд вважали його мертвими, перебирається в Гавану, де на гроші, отримані з дорогоцінних алмазів робить операцію в найсучаснішій у світі клініці пластичної хірургії. Змінившись до невпізнання, він поселяється в Лондоні, де під ім'ям Густав Грейвс починає нове життя. У лічені дні Мун-грейвс стає найбагатшим і популярнішим магнатом в Англії.
Офіційна біографія Грейвса: англійський мультимільйонер, що нажив свій стан завдяки алмазам, родовище яких він виявив в Ісландії. Його ісландські алмази, які продаються, з його фірмовим логотипом «GG» — насправді ті самі алмази з Сьєрра-Леоне, які він збирався купити в англійського контрабандиста, але завдяки Бонду, вони дісталися йому безоплатно. По словах Грейвса, він створив свою нову особу любителя захопливих відчуттів по «моделі» Бонда. Його головний проєкт — супутник «Ікар», здатний концентрувати сонячні промені та направляти їх на Землю. Він підносить світу свій винахід як благо для всього людства, проте сам має намір використовувати його для захоплення Південної Кореї.

### Цао
Напарник Муна, що допомагав йому займатися контрабандою корейської зброї. Під час вибуху кейса з алмазами, влаштованого Бондом, декілька алмазів розітнули йому лице. Цао втік на територію Південної Кореї, де убив трьох китайських агентів і незабаром був схоплений силами ООН. У результаті його виміняли північнокорейській стороні на Бонда. Бонд дізнається, що після звільнення Цао вирушив на Кубу, де находиться в сучасній лікарні. Бонд вирушає туди з наміром убити Цао, але попри те, що Цао був беззбройний, йому вдається втекти. Незвичайний вид його обличчя пояснюється тим, що Бонд перервав його перебування в лікарні.

### Міранда Фрост
Агент МІ-6, завданням якої було стежити за Густавом Грейвсом. Проте, в МІ-6 не знали, що вона була коханкою Муна ще з його навчання в Оксфорді й була повністю на його стороні, тому і надавала МІ-6 помилкову інформацію. Саме вона видала Бонда під час його операції в Демілітаризованій зоні.

## У ролях
- Пірс Броснан — Джеймс Бонд
- Геллі Беррі — Джасінта "Джинкс" Джонсон
- Тобі Стівенс — Густав Грейвс
- Вілл Юн Лі — полковник Тан-Сон Мун
- Розамунд Пайк — Міранда Фрост
- Рік Юн — Тенг Лінг Цао
- Джуді Денч — М
- Джон Кліз — К'ю
- Мадонна — Веріті
- Майкл Медсен — Деміан Фалько
- Колін Селмон — Чарльз Робінсон
- Саманта Бонд — міс Маніпенні
- Кеннет Цанг — генерал Мун
- Михайло Горевой — Влад Попов
- Хо Йі — містер Чанг
- Еміліо Ечеваріа — Рауль
- Майкл Дж. Вілсон — генерал Чандлер

## Цікаві факти
- «Космічне дзеркало», представлене у фільмі — перероблені кадри документального знімання СРСР експерименту по відображенні світла, що проводився на станції «Салют-7». Від вигаданої зброї експеримент відрізнявся набагато меншими розмірами та мирним призначенням.
- У фільмі в ролі стюардеси з'являється дочка актора Роджера Мура, виконавця ролі агента 007.
- Машина Бонда стає невидимою, оскільки «… на ній укріплені десятки тисяч крихітних РК-моніторів». Як ці монітори встановлювали на гумові шини?
- Бронежилет, який Бонд тримає в руці (!) відмінно витримує шквал кулеметного вогню і навіть не гойдається
- Замерзлу в крижаній воді героїню занурюють в гарячу воду, щоб відігріти.
- Український Ан-124 було зображено у фільмі, хоча інтер'єр знімався у Іл-76.
- У фільмі можна побачити реальну книгу «Птахи Вест-Індії», автор — Джеймс Бонд. Свого часу, побачивши це ім'я на обкладинці, Ян Флемінг обрав його для свого літературного героя — шпигуна.
- У майстерні Q бачимо багато речей, які нагадують про старі фільми Бонда: робо-собака, мінілітак, муляж крокодила, черевик та валіза з ножем, реактивний ранець та інше.